# サーチエンジンマーケティング
サーチエンジンマーケティング（英: Search Engine Marketing, SEM）とは、インターネットの検索エンジン利用ユーザに対して行うマーケティングの総称であり、検索エンジン最適化 (SEO)及び検索連動型広告が主な対象であるが、検索エンジンからの流入に関わるランディングページ最適化 (LPO)やアクセス解析など、検索エンジンに関わるマーケティング活動の全般が含まれる概念。

## 概要
インターネット上でのトラフィックを大きく左右する存在として検索エンジンがあるが、そこから集客するためのマーケティングが広く活用されている。検索エンジンを活用したマーケティングは、検索エンジン利用ユーザが特定の情報を求めており、その求めるものが検索キーワードという形で顕在化しがちであるため、訴求したい対象にたいしてアプローチしやすいマーケティング手法となる傾向がある。
主な手法として、検索結果で自らのWebサイトをより強くアピールするための検索エンジン最適化(SEO)や、検索ユーザが入力したキーワードに則した広告を表示する検索連動型広告があるが、検索エンジンが仲介となったインターネット上での活動に対して影響を与える様々な手法が他にあり、検索エンジンからやってきたユーザに対して最適化されたWebページを作成するランディングページ最適化(LPO)や、検索エンジンからのアクセス傾向を分析することで他の施策を改善するためのアクセス解析などが挙げられる。
日本国内においてSEMは、しばしば狭義の検索連動型広告を指して用いられる場合がある。